# Armand Fouillen
Armand Fouillen, né le 17 janvier 1933 à Lorient (Morbihan) et mort  le 14 juin 2024 à Crozon (Finistère),, est un joueur de football au poste d'avant-centre, et entraîneur français. Joueur volontaire, il est un excellent buteur.

## Palmarès
- Vainqueur du Championnat de France 1957 avec l'AS Saint-Étienne
- Vainqueur du Challenge des champions 1957 avec l'AS Saint-Étienne[3].